# Episodi di Drei Damen vom Grill (settima stagione)
La settima stagione della serie televisiva Drei Damen vom Grill è stata trasmessa in anteprima in Germania nel corso del 1985.
| nº | Titolo originale        | Titolo italiano | Prima TV Germania | Prima TV Italia |
| -- | ----------------------- | --------------- | ----------------- | --------------- |
| 1  | Der Superplan           | inedito         | 1985              | inedito         |
| 2  | Stress hoch drei        | inedito         | 1985              | inedito         |
| 3  | Beziehungskisten        | inedito         | 1985              | inedito         |
| 4  | Ein Bier ist kein Bier  | inedito         | 1985              | inedito         |
| 5  | Typisch Otto            | inedito         | 1985              | inedito         |
| 6  | Reine Nervensache       | inedito         | 1985              | inedito         |
| 7  | Unternehmen Kreuzberg   | inedito         | 1985              | inedito         |
| 8  | Eins zu Null für Oma    | inedito         | 1985              | inedito         |
| 9  | Alles hat seinen Preis  | inedito         | 1985              | inedito         |
| 10 | Alles im Griff          | inedito         | 1985              | inedito         |
| 11 | Faule Schecks           | inedito         | 1985              | inedito         |
| 12 | Heiße Dinger            | inedito         | 1985              | inedito         |
| 13 | Eine muß die Erste sein | inedito         | 1985              | inedito         |